# Sendero Luminoso del Alto Huallaga
El Sendero Luminoso del Alto Huallaga llamado oficialmente Partido Comunista del Perú - Comité Regional Huallaga o también llamado Facción del Huallaga, fue una organización terrorista remanente de Sendero Luminoso que operaba en el Huallaga. Este grupo tenía como cabecilla al Camarada Artemio y participó en la insurgencia narcoterrorista en el Perú.

## Desarrollo
Después de la captura de Óscar Ramírez Durand, alias "Camarada Feliciano", y el fin la Época del terrorismo en Perú, Sendero Luminoso se dividiría en varias facciones, entre estas facciones la facción del Huallaga. 
Aunque inicialmente el "Camarada Artemio" se había plegado a la facción de Ramírez Durand, pronto se unió a la facción de los "acuerdos de paz". En el año 2004, el "Camarada Artemio" reiniciaría la acción armada con el objetivo de impulsar la liberación de Abimael Guzmán haciendo de su organización una facción dedicada a la "propaganda armada". Además, tomaría lazos con el narcotráfico. El área de operaciones del "Camarada Artemio" era, desde 1985, un área importante para Sendero Luminoso debido al cobro de cupos y el control de pistas de aterrizaje para el tráfico de drogas.
En el año 2008, como parte de la estrategia de Guzmán denominada "amnistía general", el "Camarada Artemio" financiaría, producto de sus acciones, la creación del MOVADEF.
Esta organización tendría una enemistad con otras facciones como el Militarizado Partido Comunista del Perú (MPCP), el Comité Base Mantaro Rojo y el Movimiento por la Amnistía y Derechos Fundamentales (MOVADEF).

## Atentados
- El 5 de febrero del 2005 en la carretera Federico Basadre, en la que murieron tres agentes.
- En diciembre de 2005 la comisaría de Aucayacu fue atacada por terroristas de la facción del Huallaga donde murieron ocho personas y hubo un herido.
- En junio del 2007 hubo una emboscada terrorista en la provincia de Tocache con el resultado de 8 muertos.[8]

## Caída
En el año 2010, la policía capturó a Edgar Mejía Asencio, alias "Camarada Izula", uno de los más importantes mandos de la Facción del Huallaga luego de Florindo Eleuterio Flores Hala, alias "Camarada Artemio".
El 9 de febrero del 2012 hubo un enfrentamiento entre soldados y senderistas, en donde hirieron y capturaron al "Camarada Artemio" sentenciándole a cadena perpetua, esta operación denominada "Operación Crepúsculo" dio fin a la Facción del Huallaga.
En el año 2014, fueron capturados Jairo Díaz Vega, alias "Camarada Freddy", y Ángelo Fasabi Hidalgo, alias "Camarada Brony". El "Camarada Freddy" tenía por objetivo reestructurar el Comité Regional Huallaga de Sendero Luminoso mientras que el "Camarada Brony" tenía por objetivo reorganizar las huestes armadas en las márgenes del Huallaga.